# Cmentarz ewangelicko-augsburski w Końskowoli
Cmentarz ewangelicko-augsburski w Końskowoli – cmentarz parafialny parafii ewangelicko-augsburskiej w Lublinie, zlokalizowany przy ulicy Górna Niwa w północnej części Końskowoli w województwie lubelskim (powiat puławski), nad Kurówką.

## Historia

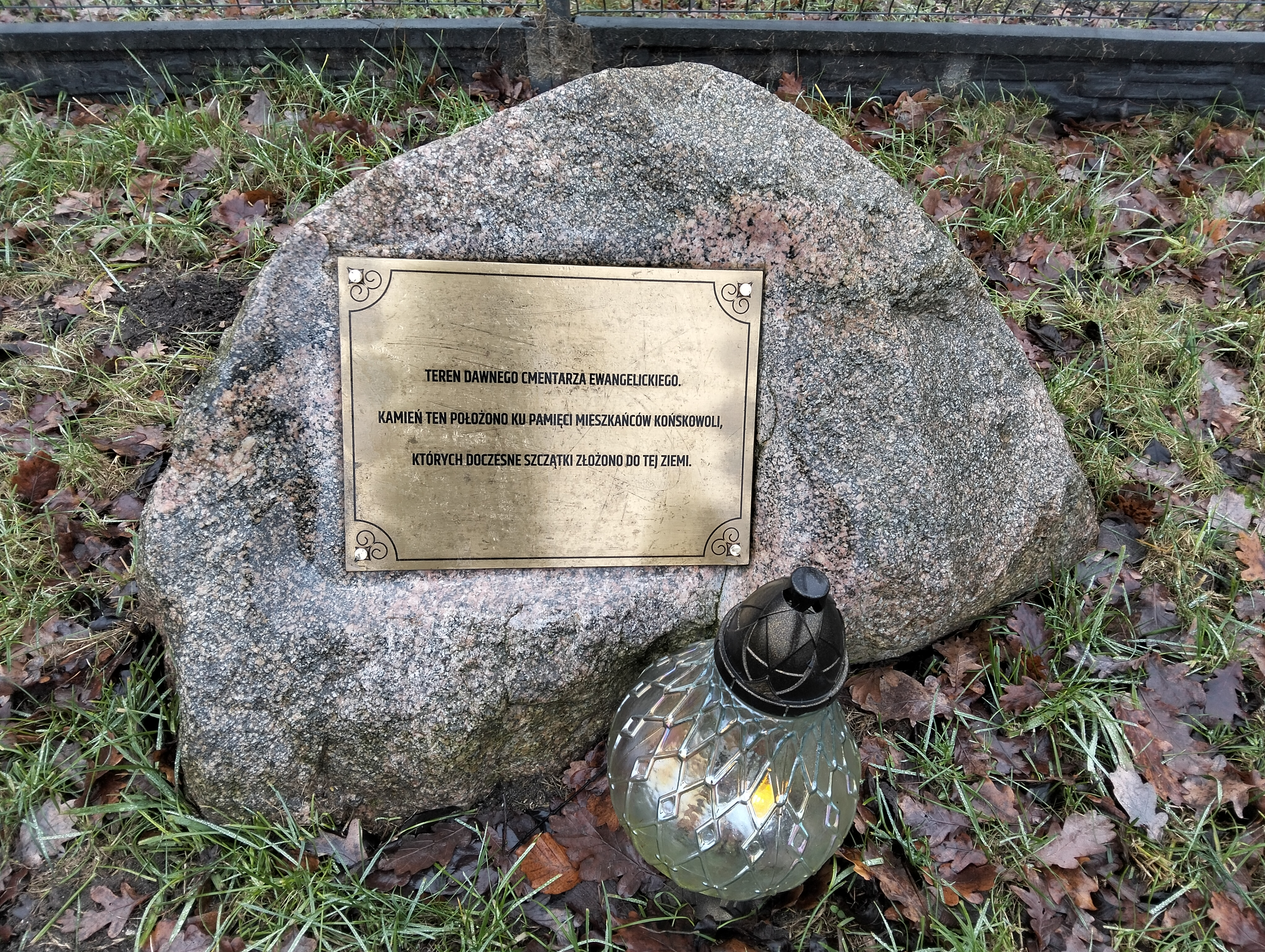
Kamień pamiątkowy

Nekropolia została założona przez społeczność saksońskich tkaczy, sprowadzonych do Końskowoli przez księcia Augusta Aleksandra Czartoryskiego w latach 30. XVIII wieku. Przyczynili się oni w znaczący sposób do rozwoju miasta. Po powstaniu listopadowym wielu tkaczy opuściło miasto, ale dla pozostałych założono w 1842 filię parafii ewangelicko-augsburskiej w Lublinie. Pozostałości społeczności luterańskiej zamieszkiwały Końskowolę oraz użytkowały cmentarz do wybuchu II wojny światowej. Cmentarz został zdewastowany podczas tego konfliktu i po nim (wiele końskowolskich rodzin pochodzenia niemieckiego podpisało volkslistę).
Najstarszym spośród dość licznie zachowanych nagrobków, jest należący do Jochanny z Zipserów Gaede (zm. 1873). Nagrobki posiadają zdobienia o motywach roślinnych, w tym m.in. gałązek lilii lub ściętych pni. Część cmentarza, zawierająca nagrobki, jest ogrodzona. Poza terenem ogrodzonym posadowiono krzyż informujący, że jest to też fragment dawnej nekropolii.
Całość terenu (wraz z sąsiednim nowym cmentarzem żydowskim) jest wpisana do rejestru zabytków (numer A/1026).